# Liste des gouverneurs de Géorgie
Le gouverneur de Géorgie est le chef de la branche exécutive du gouvernement de l'État américain de Géorgie, il préside le cabinet de l'État.
L'actuel gouverneur de Géorgie est le républicain Brian Kemp depuis le 14 janvier 2019.

## Pouvoirs
Il a le devoir de veiller à la bonne exécution des lois de Géorgie. Il est le commandant en chef des forces armées de l'État qui ne sont pas au service des États-Unis. Il peut, chaque année s'adresser au législatif de Géorgie (la Georgia General Assembly est composée de deux chambres), dans un discours nommé State of the State Address. Il présente dans ce discours les détails du fonctionnement du gouvernement de l'État et suggère de nouvelles lois. Il a le droit de veto sur les lois votées par le législatif, cependant ce droit peut-être annulé par un vote de deux tiers des représentants dans chacune des chambres.

## Liste des gouverneurs

### Gouverneurs coloniaux
- James Edward Oglethorpe, Administrateur résident, 1733 - 1743 (comté d'Oglethorpe)
- William Stephens, Gouverneur, 1743 - 1751
- Henry Parker, Gouverneur, 1751 - 1752
- Patrick Graham, Gouverneur, 1752 - 1754
- John Reynolds, 1754 - 1757
- Henry Ellis, 1757 - 1760
- James Mark Prevost, 1779
- James Wright, 1760 - 1776, 1779 - 1782

### Gouverneurs de l'État depuis 1775
| Nom                          | Début de mandat | Fin de mandat   | Affiliation politique   |
| ---------------------------- | --------------- | --------------- | ----------------------- |
| Archibald Bulloch            | 1er mai 1776    | 4 mars 1777     | sans                    |
| Button Gwinnett              | 4 mars 1777     | 8 mai 1777      | sans                    |
| John A. Treutlen             | 8 mai 1777      | 10 janvier 1778 | sans                    |
| John Houstoun                | 10 janvier 1778 | 7 janvier 1779  | sans                    |
| William Glascock             | 7 janvier 1779  | 24 juillet 1779 | sans                    |
| Seth John Cuthbert           | 14 juillet 1779 | 16 août 1779    | sans                    |
| John Wereat                  | 16 août 1779    | 4 novembre 1779 | sans                    |
| George Walton                | 4 novembre 1779 | 4 janvier 1780  | sans                    |
| Richard Howly                | 4 janvier 1780  | 16 février 1780 | sans                    |
| Humphrey Wells               | 16 février 1780 | 18 février 1780 | sans                    |
| Stephen Heard                | 18 février 1780 | août 1780       | sans                    |
| Myrick Davies                | août 1780       | 18 août 1781    | sans                    |
| Nathan Brownson              | 18 août 1781    | 3 janvier 1782  | sans                    |
| John Martin                  | 3 janvier 1782  | 8 janvier 1783  | sans                    |
| Lyman Hall                   | 8 janvier 1783  | 9 janvier 1784  | sans                    |
| John Houstoun                | 9 janvier 1784  | 6 janvier 1785  | sans                    |
| Samuel Elbert                | 6 janvier 1785  | 9 janvier 1786  | sans                    |
| Edward Telfair               | 9 janvier 1786  | 9 janvier 1787  | sans                    |
| George Mathews               | 9 janvier 1787  | 26 janvier 1788 | sans                    |
| George Handley               | 26 janvier 1788 | 7 janvier 1789  | sans                    |
| George Walton                | 7 janvier 1789  | 9 novembre 1790 | républicain-démocrate   |
| Edward Telfair               | 9 novembre 1790 | 7 novembre 1793 | républicain-démocrate   |
| George Mathews               | 7 novembre 1793 | 15 janvier 1796 | républicain-démocrate   |
| Jared Irwin                  | 15 janvier 1796 | 12 janvier 1798 | républicain-démocrate   |
| James Jackson                | 12 janvier 1798 | 3 mars 1801     | républicain-démocrate   |
| David Emanuel                | 1801            | 1801            | républicain-démocrate   |
| Josiah Tattnall Jr           | 1801            | 1802            | républicain-démocrate   |
| John Milledge                | 1802            | 1806            | républicain-démocrate   |
| Jared Irwin                  | 1806            | 1809            | républicain-démocrate   |
| David B. Mitchell            | 1809            | 1813            | républicain-démocrate   |
| Peter Early                  | 1813            | 1815            | républicain-démocrate   |
| David B. Mitchell            | 1815            | 1817            | républicain-démocrate   |
| William Rabun                | 1817            | 1819            | républicain-démocrate   |
| Matthew Talbot               | 1819            | 1819            | républicain-démocrate   |
| John Clark                   | 1819            | 1823            | républicain-démocrate   |
| George Troup                 | 1823            | 1827            | républicain-démocrate   |
| John Forsyth                 | 1827            | 1829            | républicain-démocrate   |
| George Gilmer                | 1829            | 1831            | républicain-démocrate   |
| Wilson Lumpkin               | 1831            | 1835            | Union (démocrate)       |
| William Schley               | 1835            | 1837            | Union (démocrate)       |
| George Gilmer                | 1837            | 1839            | State Rights (whig)     |
| Charles McDonald             | 1839            | 1843            | Union (démocrate)       |
| George Crawford              | 1843            | 1847            | whig                    |
| George Towns                 | 1847            | 1851            | démocrate               |
| Howell Cobb                  | 1851            | 1853            | Union constitutionnelle |
| Herschel Vespasian Johnson   | 1853            | 1857            | démocrate               |
| Joseph E. Brown              | 1857            | 1865            | démocrate               |
| James Johnson                | 1865            | 1865            | démocrate               |
| Charles Jenkis               | 1865            | 1868            | démocrate               |
| Thomas H. Ruger              | 1868            | 1868            | Gouverneur militaire    |
| Rufus Bullock                | 1868            | 1871            | républicain             |
| Benjamin Conley              | 1871            | 1872            | républicain             |
| James Smith                  | 1872            | 1877            | démocrate               |
| Alfred Colquitt              | 1877            | 1882            | démocrate               |
| Alexander Stephens           | 1882            | 1883            | démocrate               |
| James Boynton                | 1883            | 1883            | démocrate               |
| Henry McDaniel               | 1883            | 1886            | démocrate               |
| John Gordon                  | 1886            | 1890            | démocrate               |
| William Northen              | 1890            | 1894            | démocrate               |
| William Atkinson             | 1894            | 1898            | démocrate               |
| Allen Candler                | 1898            | 1902            | démocrate               |
| Joseph Terrell               | 1902            | 1907            | démocrate               |
| Hoke Smith                   | 1907            | 1909            | démocrate               |
| Joseph Brown                 | 1909            | 1911            | démocrate               |
| Hoke Smith                   | 1911            | 1911            | démocrate               |
| John Slaton                  | 1911            | 1912            | démocrate               |
| Joseph Brown                 | 1912            | 1913            | démocrate               |
| John Slaton                  | 1913            | 1915            | démocrate               |
| Nathaniel Harris             | 1915            | 1917            | démocrate               |
| Hugh Dorsey                  | 1917            | 1921            | démocrate               |
| Thomas Hardwick              | 1921            | 1923            | démocrate               |
| Clifford Walker              | 1923            | 1927            | démocrate               |
| Lamartine Hardman            | 1927            | 1931            | démocrate               |
| Richard Brevard Russell, Jr. | 1931            | 1933            | démocrate               |
| Eugene Talmadge              | 1933            | 1937            | démocrate               |
| Eurith Rivers                | 1937            | 1941            | démocrate               |
| Eugene Talmadge              | 1941            | 1943            | démocrate               |
| Ellis Arnall                 | 1943            | 1947            | démocrate               |
| Melvin Thompson              | 1947            | 1948            | démocrate               |
| Herman Talmadge              | 1948            | 1955            | démocrate               |
| Marvin Griffin               | 1955            | 1959            | démocrate               |
| Ernest Vandiver              | 1959            | 1963            | démocrate               |
| Carl E. Sanders              | 1963            | 1967            | démocrate               |
| Lester Maddox                | 1967            | 1971            | démocrate               |
| Jimmy Carter                 | 1971            | 1975            | démocrate               |
| George Busbee                | 1975            | 1983            | démocrate               |
| Joe Frank Harris             | 1983            | 1991            | démocrate               |
| Zell Miller                  | 1991            | 1999            | démocrate               |
| Roy Barnes                   | 1999            | 2003            | démocrate               |
| Sonny Perdue                 | 2003            | 2011            | républicain             |
| Nathan Deal                  | 2011            | 2019            | républicain             |
| Brian Kemp                   | 2019            | en cours        | républicain             |